# Prince of Persia (Computerspiel, 1989)

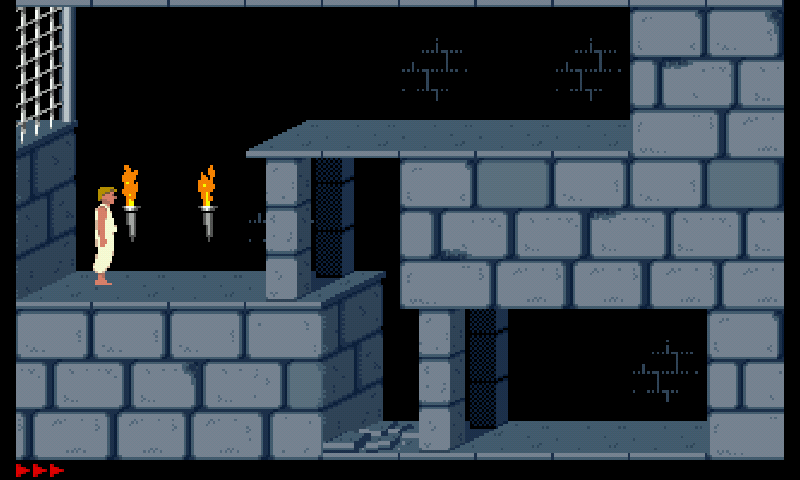
Freie Variante SDLPoP

Prince of Persia („Prinz von Persien“) ist ein von Brøderbund erstmals 1989 für den Apple II veröffentlichtes Jump ’n’ Run. Es wurde von Jordan Mechner entwickelt und im Laufe der Jahre auf zahlreiche andere Plattformen portiert, 1993 erschien der Nachfolger Prince of Persia 2: The Shadow and the Flame. Durch den Erwerb der Marke durch Ubisoft im Jahr 2001 folgte eine Reihe von Nachfolgern, die die Kernthematik des Spiels fortführten und 2010 als Prince of Persia: Der Sand der Zeit verfilmt wurde.

## Handlung
Während der persische Sultan Krieg im Ausland führt, versucht sein Statthalter, der Wesir und Magier Jaffar, die Herrschaft an sich zu reißen. Dafür will er die Tochter des Sultans zwingen, ihn zu heiraten. Er sperrt sie in den Palastturm und droht sie zu töten, sollte sie nicht binnen einer Stunde in die Hochzeit einwilligen. Die einzige ernstzunehmende Gefahr für seinen Plan geht von der Spielfigur des „Prinzen“ aus, einem namenlosen Abenteurer und die wahre Liebe der Prinzessin. Damit dieser Jaffars Pläne nicht durchkreuzen kann, lässt er ihn ins Gefängnis werfen. Als Spieler muss man mit der Spielfigur innerhalb der von Jaffar eingeräumten Stunde Bedenkzeit aus dem Gefängnis entkommen, die Fallen und Wachen des Palasts überwinden und Jaffar töten, um die Prinzessin zu retten und durch die Heirat mit ihr zum „Prince of Persia“ zu werden.

## Spielprinzip
Auf dem Weg durch die Palastanlage muss die Spielfigur Hindernisse und Abgründe durch Sprünge überwinden, Fallen ausweichen (z. B. Zacken, Messer), Wachen und Skelette bekämpfen und am Ende seinem eigenen Spiegelbild gegenübertreten, das man durch normales Kämpfen nicht besiegen kann. Das Programm setzt den Spieler dabei unter permanenten Zeitdruck, weil die Erzählzeit in Echtzeit simuliert wird. Wie die Prinzessin hat daher auch der Spieler nur eine Stunde Zeit, um alle 13 Level erfolgreich zu absolvieren. Das Spiel besitzt eine Speicherfunktion, die jedoch erst ab dem dritten Level verfügbar ist.

## Entwicklungsgeschichte

### Entstehung
Das Spiel wurde von Jordan Mechner ursprünglich für den Apple II entwickelt und ist eine Fortführung seines Spielkonzepts von Karateka, das sich mehr als 500.000 Mal verkaufte. Brøderbund wünschte sich daher eine Fortsetzung. Mechner sah einen der Erfolgsgründe für Karateka in seinem exotischen asiatischen Szenario und entschied sich daher für sein nächstes Spiel für einen von Tausendundeine Nacht inspirierten Hintergrund. Das Spielprinzip war beeinflusst von Brøderbunds Titeln Lode Runner und The Castles of Dr. Creep, aus denen Mechner Spielelemente übernahm. Ein weiterer Einfluss war der Film Jäger des verlorenen Schatzes, in dem der Abenteurer Indiana Jones in der Eröffnungsszene einen antiken Schatz aus einer alten Ruine zu bergen versucht, wobei er zahlreiche todbringende Fallen teils unter Zeitdruck umgehen muss.
Für den Bewegungsablauf des Prinzen setzte Mechner auf Rotoskopie. Er filmte seinen jüngeren Bruder David bei der Durchführung verschiedener akrobatischer Bewegungen und Sprünge und übertrug diese später in Computergrafik. Die Musik wurde von Mechners Vater Frances komponiert. Prince of Persia wurde später auf zahlreiche andere Plattformen portiert, nicht alle davon waren offiziell lizenziert.

### Inoffizielle Portierungen
Das Spiel wurde nie für die Commodore-Heimcomputer C64 und C128 entwickelt, da diese zum Veröffentlichungszeitpunkt bereits als veraltet galten und Mechner daher nie einen Portierungsauftrag erhielt. 2011 veröffentlichte ein Hobbyprojekt durch Reengineering der originalen Apple-II-Version eine Portierung für den C64 und den C128.
Im Jahr 2021 wurde, über 30 Jahre nach Erstveröffentlichung, eine Portierung des Spiels auf Atari XL/XE Computer veröffentlicht. Diese basiert auf einer Version für das BBC Master System aus dem Jahr 2018, die wiederum auf dem im Jahr 2012 veröffentlichten Originalcode der Apple-II Version basierte. 2024 eine Version für den Plus/4 und, ebenfalls 2024, schließlich eine Version für den VC 20 mit den ersten neun Leveln.

### Quellcode-Veröffentlichung
Am 17. April 2012 veröffentlichte Jordan Mechner den bisher verloren geglaubten Quellcode von Prince of Persia für den Apple II auf GitHub.

## Rezeption
Prince of Persia succeeds at being more than a runningjumping game (in other words, a gussied-up Nintendo game) because it captures the feel of those great old adventure films.

„Prince of Persia gelingt es, mehr als nur ein Renn- und Hüpfspiel zu sein (in anderen Worten: ein aufgebrezeltes Nintendo-Spiel), weil es die Atmosphäre dieser alten Abenteuerfilme [Anm.: Der Dieb von Bagdad, Ali Baba und The Arabian Nights] einfängt.“

Eine IGN-Retrospektive aus dem Jahr 2010 verwies auf gewisse motivische Parallelen zwischen Prince of Persia und Disneys 1992 veröffentlichter Zeichentrickverfilmung Aladdin. Wiktor Pelewin veröffentlichte 1991 die Novelle Prince of Gosplan (Принц Госплана), die die durch Prince of Persia verschwimmende Wirklichkeit eines Beschäftigten des sowjetischen Staatlichen Plankomittees (Gosplan) schildert.

## Nachfolger und Remake
1993 erschien der Nachfolger Prince of Persia 2: The Shadow and the Flame, an dem Mechner nur noch als kreativer Berater beteiligt war. Als letzte Zusammenarbeit mit Brøderbund, zwischenzeitlich übernommen von The Learning Company, erschien 1999 Prince of Persia 3D. 2001 übernahm der französische Publisher Ubisoft die Computerspielsparte von The Learning Company und gelangte dadurch in den Besitz der Serienrechte. Die Rechte am geistigen Eigentum waren zu diesem Zeitpunkt jedoch noch immer im Besitz Mechners.
Ubisoft baute, anfangs in Zusammenarbeit mit Mechner, die Reihe beginnend mit Prince of Persia: The Sands of Time mit mehreren Nachfolgern aus und veröffentlichte außerdem 2007/2008 unter dem Titel Prince of Persia Classic ein Remake des ersten Teils für die Spielkonsolen Xbox 360 und PlayStation 3. Später veröffentlichte Ubisoft das Programm auch für iOS und Android. Das Remake übernimmt den Levelaufbau des Originals, setzt es aber in 3D-Grafik und dem optischen Stil von Sands of Time um. Das Gameplay und die Steuerung wurden leicht modifiziert und einige neue Bewegungsabläufe (Absprung von Wänden, Backflip) hinzugefügt. Im Standard-Spielmodus wurde der Zeitdruck deaktiviert, mit Time Attack und Survival stehen jedoch zwei weitere Spielmodi zur Auswahl. Ersterer aktiviert den Stundenzwang, im Survivalmodus hat der Spieler zusätzlich nur ein Leben, um das Spiel zu beenden.